# Barisoa
Barisoa é um gênero de mariposa pertencente à família Crambidae.